# Paul M. Cederdorff
Paul M. Cederdorff (født 3. januar 1938 i Fruens Bøge, Odense) er en dansk maler, grafiker, keramiker og billedhugger fra Holstebro, der siden starten af 1960'erne har haft talrige udstillinger i Danmark og i udlandet.

## Kunstnerisk karriere

### Den første inspiration
Cederdorff blev i sin ungdom inspireret af den lokale kunstner Knud Erik Skou og af multikunstneren Jens Jørgen Thorsen, der ofte var gæst i barndomshjemmet. Som 12-årig blev han i 1950 optaget på Poul Rythers maleskole i Holstebro.

### 1960'erne
Efter at have uddannet sig på forskellige tegne- og maleskoler i Danmark rejste Cederdorff til Schweiz, hvor han fra 1960-1963 gik på kunstskole og mødte prominente internationale kunstnere som fx Henry Moore og Alberto Giacometti. Cederdorff vendte herefter tilbage til hjembyen Holstebro, hvor han bl.a. var initiativtager til Skolen for Experimentalkunst, og i en periode arbejdede han som fotograf for forfatteren og kulturhistorikeren Rudolf Broby-Johansen. I slutningen af 1960'erne udgav han efter en produktiv periode sit første grafiske arbejde i bogen Cyklus.

### 1970 - 2000
Cederdorff begyndte i 1970'erne at eksperimentere med fresko-olieteknik, hvor det foretrukne motiv var kvindekroppen. I 1991 var han en af initiativtagerne til multifestivalen Feasts of Friends, der blev afholdt i København i anledning af 25-året for rockidolet Jim Morrisons død. Cederdorff malede 20 billeder med sin olie-freskoteknik, men på udstillingen vakte billederne så stor opmærksomhed, at en dedikeret Morrison-fan skar seks af billederne i stykker som en slags kultisk hyldest til sit afdøde idol. Siden starten af 1990'erne har Cederdorff arbejdet på flere store skulpturopgaver i Holstebro, hvor den mest kendte nok er Basilisken under Store Bro.

### 2000 - 2019
I 2002 færdiggjorde Cederdorff The Sherborne Crucifix, der er et keltisk inspireret krucifiks, der blev skænket som en bodsgave til The Lady Chapel i Sherborne Abbey i England, fordi Sherborne var blevet hærget af danske vikinger. Gaven blev skænket af Holstebro Kommune og blev afleveret med håbet om et kommende årtusinde med venskab, fred og fremgang for begge befolkninger. Samme år modtog Cederdorff en første plads på Leek Art Festival i England. I 2005 stoppede Cederdorff som lektor på Holstebro Gymnasium, hvor han siden 1969 havde været ansat som lektor i billedkunst. I 2016 blev der i Thyborøn indviet en mindepark på 100-årsdagen for Jyllandsslaget i 1916. Mindeparken er udformet som et kunstprojekt bestående af 25 granitsten og 8.645 enkeltstående figurer, som er udført af Cederdorff.